# Salives
Salives é uma comuna francesa na região administrativa da Borgonha-Franco-Condado, no departamento de Côte-d'Or. Estende-se por uma área de 45 km². Em 2010 a comuna tinha 206 habitantes (densidade: 4,6 hab./km²).